# Kunimitsu Takahashi
Kunimitsu Takahashi (Japans: 高橋 国光,Takahashi Kunimitsu) (Tokio, 29 januari 1940 – aldaar, 16 maart 2022) was een Japans motor- en autocoureur. Hij was de eerste Japanner die een WK-race won. Dat gebeurde in het seizoen 1961, toen hij zelfs twee GP's won: de 250cc-race van de Grand Prix van Duitsland en de 125cc-race van de Ulster Grand Prix.

## Motorcarrière

### 1960
| 125cc-Honda RC 143 uit 1960               |
| 125cc-Honda 2RC 143 tweecilinder uit 1961 |
| 250cc-Honda RC 162 viercilinder uit 1961  |

Kunimitsi Takahashi debuteerde als fabriekscoureur voor Honda in het seizoen 1960. Honda racete nog niet lang: het had tijdens de TT van Man van 1959 gemerkt dat de 125cc-Honda RC 142 niet opgewassen was tegen de Europese racemotoren. Naomi Taniguchi had weliswaar een punt gescoord, maar was met ruim zes minuten achterstand over de finish gekomen. Het team was onmiddellijk terug naar Japan gereisd om te gaan werken aan nieuwe racers: de 125cc-Honda RC 143 en de 250cc-Honda RC 161. Van het oude team bleven in het seizoen 1961 Naomi Taniguchi, Giichi Suzuki en Teisuke Tanaka. Voor de TT van Man huurde Honda bovendien ervaren Westerse coureurs in: Bob Brown als vervanger voor de geblesseerde Kenjiro Tanaka en Tom Phillis. In de TT van Assen reden Jim Redman en Jan Huberts voor de tijdens de trainingen geblesseerde Taniguchi en Phillis. Kunimitsu Takahashi werd pas in juli voor de Duitse Grand Prix ingevolgen. Hij werd in de 250cc-race zesde. In de Ulster Grand Prix werd hij vijfde en in de GP des Nations vierde. Hier startte hij voor het eerst ook in de 125cc-race, waarin hij zesde werd. 

### 1961
Honda opende het seizoen 1961 met de 125cc-2RC 143, die slechts licht gewijzigd was ten opzichte van de RC 143 van 1960. Tom Phillis won er de Spaanse Grand Prix mee. Takahashi startte pas in de Grand Prix van Duitsland, maar nu met de nieuwe, experimentele Honda RC 144. Dat werd een mislukking: de RC 144, met het frame van de RC 143 maar een heel nieuwe motor, voldeed niet en werd later door Honda een "unfortunate bike" genoemd. Luigi Taveri werd er vijfde mee en Kunimitsu Takahashi zesde. Dat werd goedgemaakt in de 250cc-race, waarin Takahashi de eerste Japanse coureur werd die een WK-race won. Hij versloeg teamgenoot Jim Redman met 0,4 seconde verschil. Honda viel daarna meteen terug op de 125cc-2RC 143 en daarmee reed Takahashi nog een aantal podiumplaatsen bijeen, met als beste resultaat een tweede overwinning in de Ulster Grand Prix. Ook in de 250cc-klasse reed hij zich enkele malen naar het podium. Hij sloot het seizoen af als vijfde in de 125cc-klasse en als vierde in de 250cc-klasse. 

### 1962
Het seizoen 1962 begon goed voor Kunimitsu Takahshi. Hij won de 125cc-race van de Grand Prix van Spanje. Honda stapte met de RC 110 ook in de nieuwe 50cc-klasse, maar deze (viertakt) eencilinder was niet opgewassen tegen de (tweetakt) Kreidler RS en Suzuki RM 62. Kunimitsu werd in Spanje zesde in de 50cc-race. In de GP van Frankrijk won hij opnieuw de 125cc-race. In de 50cc-race ging hij aan de leiding, maar hij kreeg stalorders om te wachten op teamgenoot Luigi Taveri. Dat gaf Jan Huberts (Kreidler) de kans om een gat van 26 seconden dicht te rijden en te winnen. Takahashi werd tweede. Tijdens de TT van Man raakte hij tijdens de Lightweight 125 cc TT zo ernstig gewond dat hij besloot niet meer met motorfietsen te racen. Op dat moment had hij vier WK-races gewonnen en was hij de enige Japanse WK-winnaar. 

### 1963 en 1964
In 1963 was Takahashi op zijn besluit teruggekomen. Honda ontwikkelde geen nieuwe racers, de 125cc-RC 145 en de 250cc-RC 163 moesten nog een jaar langer mee. Takahashi scoorde podiumplaatsen in de 250cc-GP van Spanje en in de 250cc-GP des Nations. In 1964 werd hij vierde in de 125cc-GP van Frankrijk, maar daarna verliet hij het Honda-team. 

## Autocarrière
Japanse autofabrikanten begonnen in die tijd deel te nemen aan toer- en sportwagenraces en zochten Japanse coureurs. Kunimitsu Takahashi ging racen voor Nissan Motor C. Ltd.. In 1977 bood Matsuhisa Kojima (Kojima Engineering) hem de kans om te starten in de Grand Prix van Japan in dezelfde Tyrrell 007-Formule 1-auto die al in 1976 door Kazuyoshi Hoshino in de Grand Prix van Japan was ingezet. Kojima bracht hem onder bij het Meiritsu Racing Team. Takahashi kende dat team niet, maar dat hoefde ook niet. Het team verzorgde de auto, maar de motor wilde tijdens de trainingen niet goed lopen, waardoor hij zich als 22e (van 23 deelnemers) kwalificeerde. In de race finishte hij echter als negende. Het was zijn enige race in de Formule 1. 
Van 1987 tot 1992 racete hij in de Japanse Formule 3000. Hij won de GT2-klasse van de 24 uur van Le Mans van 1995 met een Honda NSX.
In 1994 had hij al een eigen team opgezet, Team Kunimitsu, dat deelnam aan het All Japan Grand Touring Car Championship met een Porsche 911 RSR Turbo in de GT1-klasse. Takahashi reed de auto zelf, samen met Keiichi Tsuchiya. Takahashi bleef zelf racen tot in 1999. Daarna concentreerde hij zich op het werk als teammanager. 
Na zijn afscheid als coureur in 2000 werd hij voorzitter van de GT-association, de organisatoren van de Super GT-series.
Takahashi overleed aan kanker op 16 maart 2022. Hij werd 82 jaar.

## Wereldkampioenschap wegrace resultaten
(Races in cursief geven de snelste ronde aan, punten (tussen haakjes) zijn inclusief streepresultaten)
| Jaar | Klasse | Team  | Motorfiets | 1     | 2     | 3       | 4       | 5     | 6     | 7     | 8     | 9     | 10    | 11    | 12    | Punten  | Plaats | Overwinningen |                                           | Wereldkampioen |
| ---- | ------ | ----- | ---------- | ----- | ----- | ------- | ------- | ----- | ----- | ----- | ----- | ----- | ----- | ----- | ----- | ------- | ------ | ------------- | ----------------------------------------- | -------------- |
| 1960 | 125 cc | Honda | RC 143     |       | IOM - | NED -   | BEL -   |       | ULS - | NAT 6 |       |       |       |       |       | 1       | 10e    | 0             | Carlo Ubbiali, MV Agusta 125 Bialbero     |                |
| 1960 | 250 cc | Honda | RC 161     |       | IOM - | NED -   | BEL -   | DUI 6 | ULS 5 | NAT 4 |       |       |       |       |       | 6       | 7e     | 0             | Carlo Ubbiali, MV Agusta 250 Bicilindrica |                |
| 1961 | 125 cc | Honda | 2RC 143    | SPA - |       | FRA 6   | IOM -   | NED - | BEL - | DDR 3 | ULS 1 | NAT - | ZWE 2 | ARG 3 |       | 24      | 5e     | 1             | Tom Phillis, Honda 2RC 143                |                |
| 1961 | 125 cc | Honda | RC 144     |       | DUI 6 |         |         |       |       |       |       |       |       |       |       | 24      | 5e     | 1             | Tom Phillis, Honda 2RC 143                |                |
| 1961 | 250 cc | Honda | RC 162     | SPA - | DUI 1 | FRA 3   | IOM 4   | NED - | BEL - | DDR 3 | ULS 6 | NAT - | ZWE 3 | ARG 2 |       | 29 (30) | 4e     | 1             | Mike Hailwood, Mondial / Honda RC 162     |                |
| 1962 | 50 cc  | Honda | RC 110     | SPA 6 | FRA 2 | IOM -   | NED -   | BEL - | DUI - |       | DDR - | NAT - | FIN - | ARG - |       | 7       | 9e     | 0             | Ernst Degner, Suzuki RM 62                |                |
| 1962 | 125 cc | Honda | RC 145     | SPA 1 | FRA 1 | IOM DNF | NED -   | BEL - | DUI - | ULS - | DDR - | NAT - | FIN - | ARG - |       | 14      | 4e     | 2             | Luigi Taveri, Honda RC 145                |                |
| 1963 | 125 cc | Honda | RC 145     | SPA 3 | DUI 5 | FRA -   | IOM 8   | NED 5 | BEL - | ULS 5 | DDR - | FIN - | NAT 3 | ARG - | JAP - | 14      | 7e     | 0             | Hugh Anderson, Suzuki RT 64               |                |
| 1963 | 250 cc | Honda | RC 163     | SPA 4 | DUI - | FRA -   | IOM DNF | NED - | BEL 6 | ULS 4 | DDR - |       | NAT - | ARG - | JAP - | 7       | 9e     | 0             | Jim Redman, Honda RC 163                  |                |
| 1964 | 125 cc | Honda | 2RC 146    | VST - | SPA - | FRA 4   | IOM -   | NED - |       | DUI - | DDR - | ULS - | FIN - | NAT - | JAP - | 3       | 14e    | 0             | Luigi Taveri, Honda 2RC 146               |                |

## Formule 1 resultaten
| Jaar | Team                 | Auto        | Motor        | 1     | 2     | 3     | 4     | 5     | 6     | 7     | 8     | 9     | 10    | 11    | 12    | 13    | 14    | 15    | 16    | 17    | Punten | Plaats | Wereldkampioen           |
| ---- | -------------------- | ----------- | ------------ | ----- | ----- | ----- | ----- | ----- | ----- | ----- | ----- | ----- | ----- | ----- | ----- | ----- | ----- | ----- | ----- | ----- | ------ | ------ | ------------------------ |
| 1977 | Meiritsu Racing Team | Tyrrell 007 | Cosworth DFV | ARG - | BRA - | ZAF - | VSW - | SPA - | MON - | BEL - | ZWE - | FRA - | GBR - | DUI - | OOS - | NED - | ITA - | VST - | CAN - | JAP 9 | 0      | -      | Niki Lauda, Ferrari 312T |